# Agnieszka Frączek
Agnieszka Frączek, właśc. Agnieszka Frączek-Gorczyca (ur. 13 października 1969 w Warszawie) – polska językoznawczyni, specjalizująca się w językoznawstwie polskim i niemieckim oraz leksykografii, popularyzatorka wiedzy o języku ojczystym, a także autorka książek dla dzieci. 

## Życiorys
W 1998 roku uzyskała stopień doktora nauk humanistycznych na Wydziale Neofilologii Uniwersytetu Warszawskiego. Tytuł jej rozprawy doktorskiej brzmiał: Zur Geschichte der deutsch-polnischen und polnisch-deutschen Lexikographie (1772–1868), a promotorem był Józef Wiktorowicz. W 2012 roku uzyskała, na tej samej uczelni, stopień doktora habilitowanego nauk humanistycznych na podstawie rozprawy pt. Słowniki polsko-niemieckie i niemiecko-polskie z przełomu XVII i XVIII wieku. Analiza leksykograficzna. Pracuje na stanowisku adiunkta na Wydziale Neofilologii Uniwersytetu Warszawskiego.
Jest autorką licznych opowiadań i wierszy dla dzieci. W swoich utworach wykorzystuje gry słowne oraz wprowadza pojęcia z zakresu językoznawstwa (homonimy, frazeologizmy, idiomy). Opowiada o kulturze języka polskiego i rozprawia się z błędami językowymi. W 2017 roku jej książka Rany Julek! O tym, jak Julian Tuwim został poetą została umieszczona na liście lektur do wspólnego i indywidualnego czytania dla klas I–III. W 2019 roku została uhonorowana tytułem Ambasadora Polszczyzny Literatury Dziecięcej i Młodzieżowej.

## Wybrane publikacje
- Słowniki polsko-niemieckie i niemiecko-polskie: historia i teraźniejszość, wspólnie z Ryszardem Lipczukiem, 2004. ISBN 83-89402-06-8.
- Wielki słownik polsko-niemiecki = Grosswörterbuch Polnisch-Deutsch, redakcja wspólnie z Józefem Wiktorowiczem, 2008. ISBN 978-83-01-15408-0.
- Wielki słownik niemiecko-polski = Großwörterbuch Deutsch-Polnisch, redakcja wspólnie z Józefem Wiktorowiczem, 2010. ISBN 978-83-01-16182-8.

### Utwory dla dzieci
- Klasyka baśni: uczymy się niemieckiego (2005, współautor, ISBN 83-7375-339-7)
- Kopciuszek i inne baśnie (2005, ISBN 83-7375-168-8)
- Ale heca! (2005, ISBN 83-7386-146-7)
- Dobre obyczaje czyli Z przyrodą za pan brat (2007, ISBN 978-83-213-4468-3)
- Pokłóciły się poetki o pietruszkę i skarpetki czyli Awantura na 48 wierszy (2007, współautorka, ISBN 978-83-7551-000-3)
- Berek literek czyli Psoty od A do Z (2007, ISBN 978-83-7250-274-2)
- Wierszem po mapie (2008, ISBN 978-83-7250-337-4)
- Zobacz, gdzie mieszka Miś Bodo (2009, ISBN 978-83-7167-678-9)
- Dranie w tranie czyli Wiersze trudne niesłychanie (2009, ISBN 978-83-61224-63-1)
- Kaczuszka Omi na wsi (2009, wspólnie z Dorotą Dziamską, ISBN 978-83-7551-152-9)
- Struś na cisie i inne fisie (2010, ISBN 978-83-7672-053-1)
- Krówka Mlekówka i innych rymów stówka (2010, ISBN 978-83-931563-2-0)
- Kaczuszka Omi na wycieczce (2011, wspólnie z Dorotą Dziamską, ISBN 978-83-7551-185-7)
- Kaczuszka Omi niczego się nie boi (2012, wspólnie z Dorotą Dziamską, ISBN 978-83-7551-232-8)
- Co się słyszy w ciszy? (2012, ISBN 978-83-259-0490-6)
- Ciekawska kaczuszka Omi (2013, wspólnie z Dorotą Dziamską, ISBN 978-83-7551-151-2)
- Rymowane dranie, czyli Wiersze trudne niesłychanie (2013, ISBN 978-83-7672-217-7)
- Przedszkoludki sto radości i dwa smutki (2013, ISBN 978-83-7551-312-7)
- Rany Julek!: o tym, jak Julian Tuwim został poetą (2013, ISBN 978-83-7672-219-1)
- Franek i miotła motorowa (2014, ISBN 978-83-281-0325-2)
- Łap byka za rogi czyli Półżartem o pułapkach językowych (2014, ISBN 978-83-7672-337-2)
- Sprężynek na tropie tajemnic: ekologia (2015, ISBN 978-83-7551-406-3)
- Nibybór: zwierzęta wśród drapaczy chmur (2020, ISBN 978-83-7672-887-2)
- Kociołek opowieści. Poczytaj ze mną (2020, zbiór opowiadań, ISBN 978-83-276-5979-8)
- Przytulanki (2021, zbiór utworów, ISBN 978-83-271-0485-4)
- KAP, CAP, CHLAP i inne wierszyki logopedyczne (2021, współautor Artur Gulewicz, ISBN 978-83-280-8746-0)
- Toruńskie pierniki (2021, il. Magdalena Jakubowska, ISBN 978-83-66577-96-1)
- Bałtycka flądra (2021, il. Magdalena Jakubowska,ISBN 978-83-66577-95-4)
- Syrenka warszawska (2021, il. Magdalena Jakubowska, ISBN 978-83-66577-93-0)
- Poznańskie koziołki (2021, il. Magdalena Jakubowska, ISBN 978-83-66577-94-7)
- Legendy polskie (2021, współautor Daniel Włodarski, ISBN 978-83-8216-668-2)
- A to feler! O tym, jak Jan Brzechwa został bajkopisarzem (2021, ISBN 978-83-7672-997-8)
- Kwiat paproci (2021, il. Magdalena Jakubowska, ISBN 978-83-66750-77-7)
- Smok wawelski (2021, il. Magdalena Jakubowska,ISBN 978-83-66750-78-4)
- Oddycham i znowu wszystko gra! (2021, współautor Christopher Willard, ISBN 978-83-7551-726-2)
- Kołderkowe bzdurki dla synka i córki (2021, audiobook)
- Zabawianki (2022, ISBN 978-83-271-0544-8)
- Nie krokodyluj! O drodze Ludwika Zamenhofa do języka esperanto (2024, ISBN 978-83-8208-237-1)
- Żółw Wiercipięta i inne zwierzęta (2022, ISBN 978-83-7954-219-2)
- Wybór wierszy (2024, ISBN 978-83-8216-979-9)